# Egzystencja
Egzystencja (łac. existere z ex „na zewnątrz” i sistere „stać, znajdować się”) – byt, istnienie, warunki życia.
Do filozofii egzystencjalistycznej termin wprowadził Søren Kierkegaard, a rozwijał m.in. Jean-Paul Sartre. Egzystencja oznacza tu sposób istnienia charakterystyczny wyłącznie dla człowieka i poprzedza esencję – człowiek najpierw istnieje, a dopiero później się definiuje. Istnienie człowieka tym różni się od istnienia roślin, że człowiek nie posiada wrodzonej natury, danej mu z góry, lecz musi sam ją stworzyć, nadać swemu życiu sens i wziąć za nie odpowiedzialność. Człowiek może być kim tylko zapragnie, tworzy własny los.